# Jean Gaupillat
Jean Gaupillat (ur. 6 stycznia 1891 w Paryżu, zm. 22 lipca 1934 w Dieppe) – francuski kierowca wyścigowy.

## Kariera
W swojej karierze wyścigowej Gaupillat poświęcił się startom w wyścigach Grand Prix oraz w wyścigach samochodów sportowych. W 1929 roku odniósł zwycięstwo Grand Prix Dieppe w samochodzie Bugatti T35B. Dwa lata później stanął na drugim stopniu podium w Grand Prix de la Baule. W latach 1931–1932 Francuz pojawiał się w stawce Mistrzostw Europy AIACR. W pierwszym sezonie startów z dorobkiem czternastu punktów uplasował się na dziewiątej pozycji w klasyfikacji generalnej. Rok później uzbierane 23 punkty dały mu 22 miejsce w końcowej klasyfikacji kierowców. Sezon 1933 był dla niego nieudany. Nie ukończył żadnego wyścigu. W kolejnym sezonie był siódmy w Eifelrennen. Zmarł w wypadku podczas Grand Prix Dieppe, gdy jego samochód uderzył w drzewo.